# کیم مین هی
کیم مین هی (به کره‌ای: 김민희) (به انگلیسی: Kim Min-hee) زاده ۱ مارس ۱۹۸۲ بازیگر و مدل اهل کره جنوبی است.
همکاری با کارگردانان بزرگ کره جنوبی از جمله هونگ سانگ سو و پارک چان-ووک، او را به یکی از شناخته شده ترین بازیگران کره جنوبی تبدیل کرده است. از فیلم‌هایی که در آن نقش داشته می‌توان هنرپیشه‌های زن، تنها در شب کنار ساحل، دوربین کلر، کنیز و روز بعد را نام برد.
او در سال ۲۰۱۷، برای بازی در فیلم تنها در شب کنار ساحل، جایزه خرس نقره‌ای برای بهترین بازیگر زن جشنواره بین‌المللی فیلم برلین را از آن خود کرد